# Famille du Bot
Cette page explique l’histoire ou répertorie les différents membres de la famille du Bot (de la Ville-Pelotte, de Talhoüet, etc.).
La famille du Bot est une famille bretonne, subsistante de la noblesse française.

## Généralités
Le nom du Bot ou Dubot est porté par une famille noble de Bretagne, dont les principales branches sont celle des seigneurs de la Ville-Pelotte, celle des seigneurs du Bot, de Lochan, des Salles et du Stand, celle des seigneurs de Launay, celle des seigneurs Lennon.
Les membres de la famille apparaissent également sous le nom de famille « du Bot de Talhouët » après l'obtention de cette seigneurie par alliance.

## Filiation
La descendance de Jehan du Bot qui prête hommage à la dame de Retz, le 7 janvier 1382 est connue par l'ouvrage Nobiliaire universel de France, ou Recueil général des généalogies historiques des maisons nobles de ce royaume de Nicolas Viton de Saint-Allais et par le Dictionnaire des familles françaises anciennes ou notables à la fin du XIXe siècle de Gustave Chaix d'Est-Ange.
- Jehan du Bot, écuyer, prête hommage à la dame de Retz, le 7 janvier 1382.
  - Guillo ou Guillaume du Bot, seigneur de la Ville-Pelotte, rend hommage au vicomte de Rohan, probablement Alain VIII de Rohan, le 17 juillet 1396. Il fait partie de la revue des écuyers de Jean de kercadiou, le 10 janvier 1415 et fait également partie de la montre de Hervé du Chatel à Paris, le 10 novembre 1415.
    - Jehan II du Bot, vit encore en 1437. Il accompagne son duc en France en 1418.
      - Lancelot du Bot, seigneur de la Ville-Pelotte, écuyer. Le vicomte de Rohan obtient du duc de Bretagne que certains seigneurs, dont Lancelot, soient exemptés de service militaire et lui restent attachés.
        - Jean III du Bot, seigneur de Ville-Pelote. En 1466, il est capitaine de 117 franc-archers de l'armée de Bretagne. Il est mentionné comme étant près du roi avec le sire de Rohan[2]. Il est exempté du service en Bretagne en 1488.
          - Vincent du Bot (1460- ), seigneur de Ville-Pelote. Le 20 avril 1506, il épouse Marguerite d'Avaugour, dame de Kergrois.
            - Louis du Bot épouse Ysabeau de Talhouët en 1531.
              - Guillaume du Bot, chevalier, seigneur de la Villepelote. Il épouse Jeanne Phelipot, dame de Keointe.
                - Jeanne du Bot épouse Jean de La Chapelle et porte ainsi à la famille de La Chapelle la terre de Ville-Pelote.

              - Alain du Bot, écuyer, capitaine de la vicomté de Rohan. En 1566, il épouse Briande de la Chapelle.
                - Henri du Bot de Talhouët, seigneur de Talhouët et de Serent. Le 11 octobre 1588, il épouse Madeleine de Launay, dame de Saint-Vincent et de la Grée-Calac.
                  - Jean du Bot de Talhouët (5 septembre 1594 à Elven - ), chevalier, seigneur de Talhouet. Le 1er octobre 1622 à Lanouée, il épouse Jeanne Le Botenc de Cessac, de la maison des seigneurs de Couessal.
                    - Olivier du Bot de Talhouët, chevalier, seigneur de la Grignonnaye, de Talhouët et de la Tertrée. Gouverneur de Pontivy, il est élu par la noblesse pour la commander pendant l’absence du marquis de Lavardin, après la descente et défaite des Anglais à Camaret, en 1694. Lors de la dernière réformation, il est déclaré, reconnu et maintenu de l’ancienne maison de Villepelote, par arrêt du parlement de Rennes, rendu contradictoirement le 25 juin 1669, sur requête appuyée de la production des titres. Il épouse Catherine Botherel-de-Quintin.
                      - Jean Louis du Bot, chevalier, seigneur de Talhouet, major de la noblesse de l’évêché de Vannes. Il épouse Bonne Yvonne de Charmois.
                      - Louis du Bot, auteur de la branche des Timbrieux.
                      - Jérôme du Bot, seigneur de Couessou, capitaine d'infanterie tué en 1714 au siège de Barcelone.
                      - Alexis François du Bot, prêtre, recteur de Sérent de 1706 à sa mort en avril 1736.
                      - François du Bot, prêtre, recteur et doyen de Péaule de 1699 à sa mort le 10 mai 1740.
                      - René Alain du Bot (1670-1740), seigneur de la Grignonnaye, capitaine de dragons au régiment de Bretagne. Le 26 juillet 1712 à Augan, il épouse Jeanne Jacquette Angélique Eulalie Ermar de la Grée-Calac.
                        - Amador François Alexis du Bot (1720-1796), chevalier seigneur de la Grée-Callac, seigneur de la Grignonnaye. Le 25 février 1743 à Saint-Gravé, il épouse Émilie du Moulin.
                          - Armand Marie Jean du Bot de la Grignonnais (1745- ), seigneur de la Renardais, Villeneuve Bohal et autres lieux. Premier page de la reine, il est ensuite officier au régiment de Béarn. Il épouse Adrienne Marie Hyacinthe Henry de Bohal, dame dudit lieu.
                            - Louis Armand Rose du Bot (1776-1869), officier supérieur d'infanterie légère, chevalier de l'ordre de Saint-Louis. Le 24 juin 1798 à Vannes, il épouse Pauline Pélagie Thomasse Gibon de Keralbeau. Veuf, il épouse en secondes noces, Zoe Marie Perrine Berthault de la Pessonnière.
                              - Louis Charles du Bot (1828-1894), négociant en vin. Il épouse Pauline Adrienne Stevens.
                                - Louis du Bot (1874-1926) épouse Henriette Jeanne Marie Laigre, puis épouse Marie-Antoinette Ricaud, en secondes noces le 26 janvier 1921 à Carentoir.
                                  - (1) Paul Edouard du Bot (12 juillet 1906 à Bolbec - 1972) épouse Clémentine Marie-Félicité Georgelin (1908-1988).
                                    - Paul du Bot.

                                  - (2) Gaëtan du Bot (it) (1922-2013), entrepreneur. Il épouse Maria Ludovica Clerici Bagozzi.
                                    - Ludovic Christian Antoine du Bot (1961-2020), capitaine[3], interprète de réserve[4]. Il épouse Nathalie Luquer (1960)[5].
                                      - Yann du Bot (1990)[5].
                                      - Louis-Erwan (1993)[5].

                                    - Philippe Henri Albert du Bot (1962).

                      - Marie du Bot, religieuse aux ursulines de Josselin (Morbihan).

## Armoiries
Les armes de la famille sont « D’azur, chargé de trois quintefeuilles d’argent, deux et une ».

## Pour approfondir